# De dode moeder en het kind
De dode moeder en het kind (Noors: Den døde mor og barnet), is een olieverfschilderij van de Noorse kunstschilder Edvard Munch, 104,5 × 179,5 centimeter groot, gemaakt in 1897-1899. Het toont Munchs zusje Sophie bij het doodsbed van hun moeder. Het schilderij bevindt zich in de collectie van het Munch Museum te Oslo.

## Afbeelding
De dode moeder en het kind is de weergave van een schokkende gebeurtenis uit Munchs kindertijd, in 1868, toen hij vijf jaar oud was. Zijn ruim een jaar oudere zusje Sophie staat bij het doodsbed van hun net aan tuberculose overleden moeder. De vijf volwassen familieleden op de achtergrond, niet wetend wat te doen, drentelen ongemakkelijk heen en weer, iemand zit machteloos in een stoel, maar niemand heeft aandacht voor het kleine meisje. Haar gezicht met de panisch-opengesperde ogen verraden uiterste wanhoop. Ze houdt haar handen tegen haar oren alsof ze iets wil blokken, buiten wil sluiten, iets niet wil horen, niet wil geloven. Wellicht is het ook haar eigen doodsschreeuw die ze buitensluit, als in de stilte van het schilderij, dat geen geluid geeft. Ze ziet de kijker recht in de ogen, of wellicht is het de kleine Munch zelf naar wie ze kijkt, buiten het beeldvlak. Mogelijk is het werk direct geschilderd vanuit Munchs eigen perspectief en diepe herinnering. "Ziekte, gekte en de dood waren de zwarte engelen die over mijn wieg waakten", zo zou hij later schrijven. Het werk is daarmee exemplarisch als artistieke projectie van een traumatische ervaring uit de vroege kindheid.

## Uitwerking
De compositie van De dode moeder en het kind is gesimplificeerd in overwegend verticale belijningen, waardoorheen strak horizontaal het bed van de overleden moeder is geplaatst. Haar bleke gelaat contrasteert met de levendige kleuren van de houten vloer. Sophie staat iets rechts van het midden in het beeldvlak en kruist als het ware met het bed van de moeder. De felrode kleur van haar jurk benadrukt de intensiteit van haar gevoelens. Haar gezicht is met krijt ingekleurd in de groenblauwe tonen, te zoen als de kleur van de dood. Het bleekwitte gezicht van de dode moeder is door Munch met potlood uitgewerkt op een verder niet beschilderd gedeelte van het doek. Leven en dood en dood raken elkaar in dit werk op een wijze zonder precedent. "Ik heb de lijnen en kleuren geschilderd die mijn innerlijk oog beroerden", schreef Munch in 1938: "Ik schilderde vanuit mijn geheugen, zonder iets toe te voegen, zonder de details die ik allang was vergeten. Dat is de reden voor de simpliciteit van mijn schilderijen, en van hun leegte. Het zijn de impressies uit mijn kindertijd, de kleuren van een lang vergeten dag".

## Andere versies
Reeds in 1893 roerde Munch een vergelijkbaar thema aan in zijn schilderij Dood in de ziekenkamer, 134 × 160 centimeter, eveneens te zien in het Munch Museum te Oslo, zonder dat hij daarbij kinderen afbeeldde.
Kort na voltooiing van De dode moeder en het kind maakte Munch nog een tweede versie van het doek, 100 × 90 centimeter, thans in de Kunsthalle Bremen. Het is als het ware een uitsnede van de hier besproken versie, met alleen het kind en de dode moeder, waarbij hun gezichten gedetailleerde en minder simplistisch zijn uitgewerkt
Het Nationalmuseet te Kopenhagen heeft een ets van hetzelfde thema in haar collectie, 32,4 × 49,4 centimeter, vergelijkbaar met de versie uit Bremen, maar dan gespiegeld.

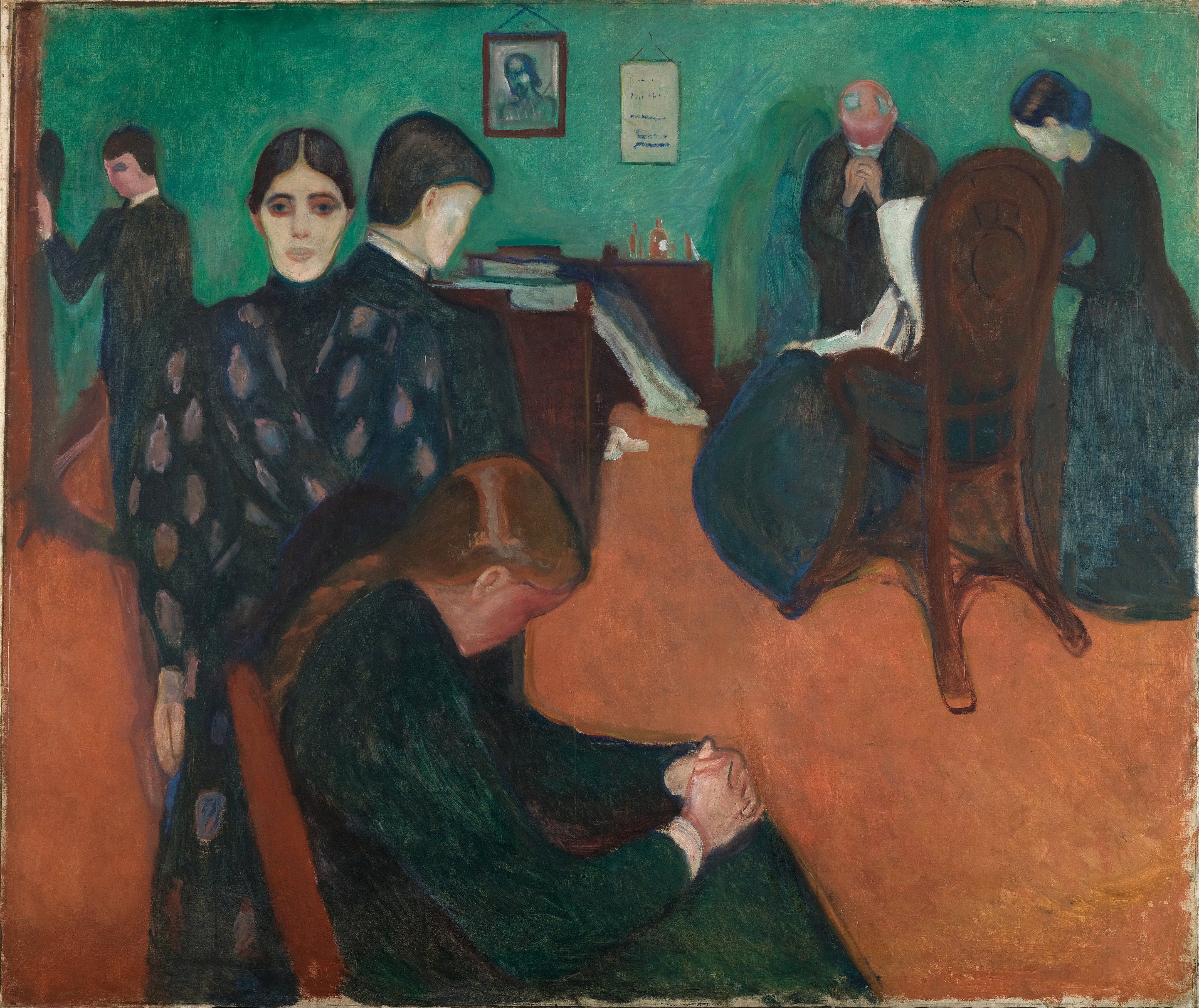
Dood in de ziekenkamer, 1893
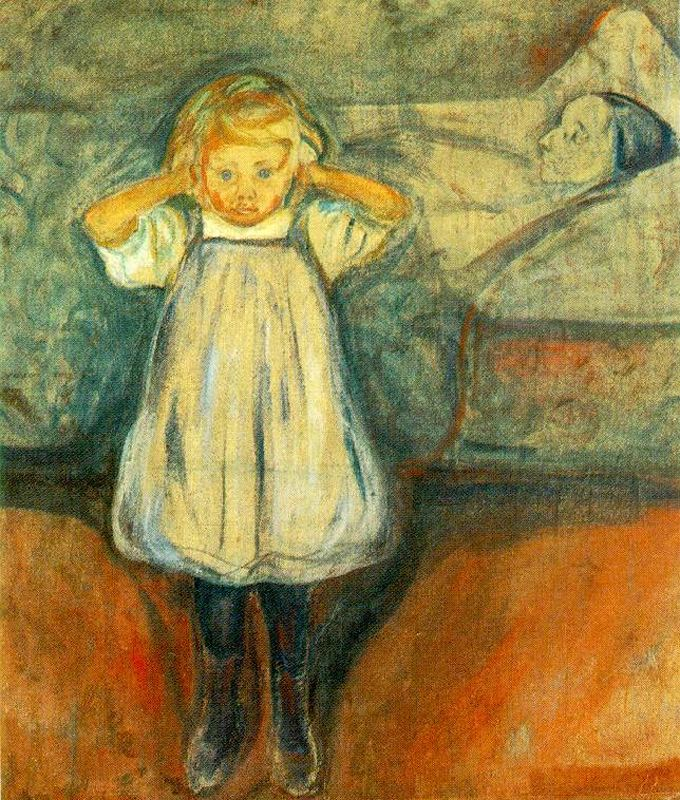
Versie in de Kunsthalle Bremen, 1899-1900
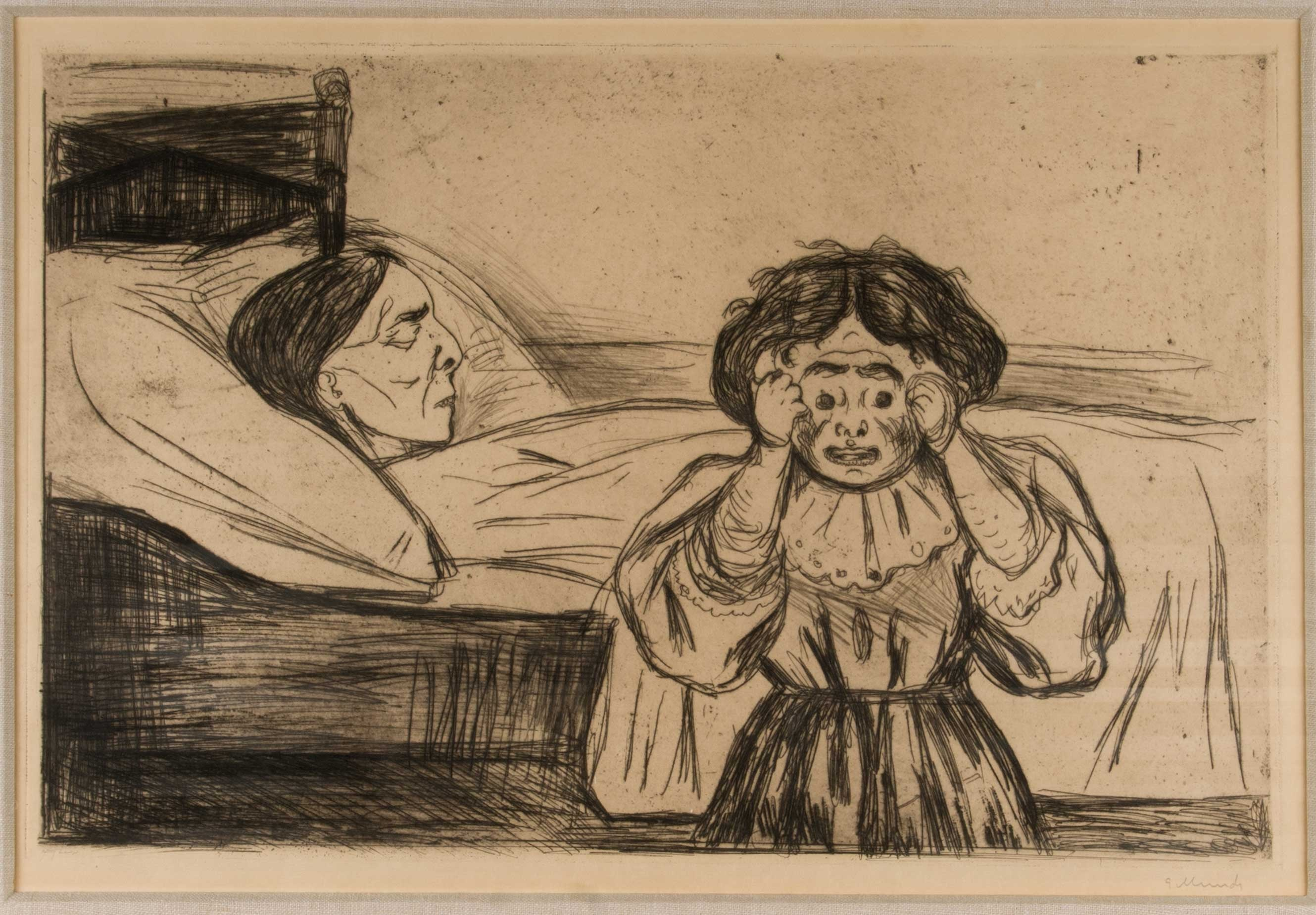
Ets in het Nationalmuseet, 1901